# Chris Craft (racerförare)
Den här artikeln handlar om en brittisk racerförare. För information om motorbåtstillverkaren, se Chris-Craft.
Christopher Adrian ”Chris” Craft, född 17 november 1939 i Porthleven i Cornwall, död 20 februari 2021 i Essex, var en brittisk racerförare.

## Racingkarriär
Craft handlade med damunderkläder innan han blev intresserad av racing genom sin bror, som ägde ett bilplåtslageri i Woodford Green.
Craft började tävla i racing i en Ford Anglia 1962 och fortsatte sedan i diverse andra standardvagnar. 1966 tävlade han i formel 3 för Merlyn. Senare anställdes han av den italienska chassitillverkaren BWA, men framgångarna uteblev varefter han gick vidare till Tecno. Craft tävlade även i sportvagnsracing och CanAm tillsammans med  Alain de Cadenet.
Cadenet köpte en begagnad Brabham BT33 som Craft deltog med i två formel 1-lopp säsongen 1971. Craft fortsatte sedan att tävla i bland annat sportvagnar till i början av 1980-talet. Han driver numera konstruktionsfirman  Light Car Company.

## F1-karriär
| Säsong | Stall/Tillverkare               | Poäng | Placering |
| ------ | ------------------------------- | ----- | --------- |
| 1971   | Ecurie Evergreen (Brabham-Ford) | 0     | –         |